# Laudya Cynthia Bella
Laudya Cynthia Bella, née le 24 février 1988 à Bandung, est une chanteuse et actrice indonésienne. Elle est un mélange d'ascendance soundanais, javanais et minangkabau.
Bella s'est mariée pour la deuxième fois avec le stratège médiatique malaisien, Engku Emran Engku Zainal Abidin à Kuala Lumpur, en Malaisie, le 8 septembre 2017. Engku Emran était auparavant marié à l'actrice malaisienne Erra Fazira de 2007 à 2014. Ils ont divorcé en juin 2020.